# Eriocaulon ansarii
Eriocaulon ansarii är en gräsväxtart som beskrevs av Pradeep och Sunil. Eriocaulon ansarii ingår i släktet Eriocaulon och familjen Eriocaulaceae. Inga underarter finns listade i Catalogue of Life.